# Gliwicki Klub Kolekcjonerów
Gliwicki Klub Kolekcjonerów (GKK) – klub zainteresowań działający w strukturze Polskiego Związku Filatelistów (PZF).
Klub skupia filatelistów, numizmatyków oraz innych kolekcjonerów będących miłośnikami Gliwic i regionu, którym bliska jest idea propagowania miasta i jego pamiątek kultury materialnej poprzez inicjowanie działań naukowo-badawczych, popularnonaukowych i popularyzatorskich, skierowanych do szerokiej rzeszy odbiorców.
Realizacja celów Gliwickiego Klubu Kolekcjonerów odbywa się za pomocą publikacji w prasie, radiu i telewizji, organizacji wystaw i ekspozycji oraz emitowaniu walorów kolekcjonerskich tematycznie związanych z Gliwicami i powiatem.

## Historia
Klub został powołany do życia 3 lipca 2011 r. Na zebraniu Gliwickiego Klubu Kolekcjonerów 30 grudnia 2013 została podjęta uchwała o wystąpieniu do Oddziału Gliwickiego Polskiego Związku Filatelistów (PZF) z propozycją powołania w jego strukturze Klubu Zainteresowań PZF "Gliwicki Klub Kolekcjonerów" na bazie Gliwickiego Klubu Kolekcjonerów.
W dniu 23.01.2014 roku Zarząd Oddziału Gliwickiego PZF podjął Uchwałę nr 1/2014 o powołaniu Klubu Zainteresowań PZF "Gliwicki Klub Kolekcjonerów" zgodnie z obowiązującym Statutem Polskiego Związku Filatelistów.

## Logo
Symbolem Klubu jest fontanna z trzema tańczącymi faunami w Gliwicach, dzieło wybitnego śląskiego rzeźbiarza Hansa Dammanna, która powstała w roku 1928.

## Działalność
Główna działalność klubu polega na upamiętnianiu historycznych postaci i wydarzeń związanych z Gliwicami i regionem. Dodatkową działalnością członków Klubu jest prezentowanie własnych zbiorów. 

### Wystawy
- 25 kwietnia 2014 Miejska Biblioteka Publiczna Gliwice - wystawa "Jan Paweł II na znaczkach Poczty Podziemnej"[2][3][4]
- 28 kwietnia 2014 Miejski Ośrodek Kultury Zabrze - wystawa filatelistyczna "Święty Jan Paweł II na Znakach Pocztowych Świata" – udział w postaci ekspozycji medali papieskich[5][6]

- 30 marca 2015 Muzeum Miejskie Ruda Śląska – wystawa filatelistyczna „Święty Jan Paweł II Papież” – udział w postaci ekspozycji medali papieskich i znaczków Poczty Podziemnej[7]
- 17 kwietnia 2015 Miejska Biblioteka Publiczna Gliwice - wystawa filatelistyczna „Jan Paweł II droga do świętości”

### Emisja walorów kolekcjonerskich

#### Walory filatelistyczne

##### Znaczki personalizowane
Seria „Znani Gliwiczanie”
- 2013 - Johannes Peter Chrząszcz. 85. rocznica śmierci[8]
- 2013 - Oskar Troplowitz. 150. rocznica urodzin[9]
- 2013 - Leon Piotr Berbecki. 50. rocznica śmierci[10]
- 2013 - Theodor Erdmann Kalide. 150. rocznica śmierci[11][12]
- 2013 - Wilhelm Von Blandowski. 135. rocznica śmierci[13]
- 2015 - Richard Wetz. 140. rocznica urodzin[14]

Seria „Madonny Gliwickie”
- 2014 – Matka Boża Łysiecka[15]
- 2015 – Matka Boża Nieustającej Pomocy[16]
- 2015 – Matka Boża Wśród Świętych[17]
- 2015 – Najświętsza Maria Panna Wniebowzięta[18][19]

Seria „Jan Paweł II”
- 2014 - Wystawa "Jan Paweł II na znaczkach Poczty Podziemnej"
- 2014 - Śladami Jana Pawła II w Dniu Kanonizacji
- 2014 - 15. rocznica wizyty Św. Jana Pawła II w Gliwicach

Inne
- 2012 - 5 lat serwisu internetowego "Kolekcje"
- 2013 - Kopiejka Świadkiem Historii - premiera książki 08.02.2013
- 2013 - Katalog Monet Federacji Rosyjskiej 2013 - premiera katalogu 26.03.2013
- 2013 - 10-lecie Muzeum Miejskiego w Pyskowicach
- 2014 - 100 lat Pieniądza Zastępczego w Gliwicach
- 2015 - 110 lat Muzeum W Gliwicach

##### Kartki pocztowe
Seria „Znani Gliwiczanie”
- 2013 - Johannes Peter Chrząszcz - 1857 - 1928
- 2013 - Oskar Troplowitz 1863 - 1918
- 2013 - Theodor Erdmann Kalide 1801 - 1863
- 2013 - Generał Broni Leon Piotr Berbecki 1875 - 1963
- 2013 - Wilhelm Von Blandowski 1822 - 1878
- 2015 - Richard Wetz 1875 - 1935

Seria „Madonny Gliwickie”
- 2014 – Matka Boża Kochawińska
- 2014 – Matka Boża Łysiecka[20]
- 2015 – Matka Boża Nieustającej Pomocy[21]
- 2015 – Matka Boża Wśród Świętych
- 2015 – Najświętsza Maria Panna Wniebowzięta

Seria „Jan Paweł II”
- 2014 - Wystawa "Jan Paweł II na znaczkach Poczty Podziemnej"
- 2014 - Śladami Jana Pawła II po Ziemi Gliwickiej w Dniu Kanonizacji
- 2014 - 15. rocznica wizyty Ojca Świętego Jana Pawła II w Gliwicach
- 2015 – Wystawa „Jan Paweł II Droga Do Świętości”

Inne
- 2011 - "W Uścisku Żywiołów". Premiera Książki 11.11.2011
- 2012 - Gliwicki Klub Kolekcjonerów – 12.12.2012
- 2012 - 5 lat strony internetowej www.vladekg.pl
- 2013 - "Kopiejka Świadkiem Historii" - premiera książki 08.02.2013
- 2013 - "Katalog Monet Federacji Rosyjskiej" - premiera katalogu 26.03.2013
- 2014 - 100 lat Pieniądza Zastępczego w Gliwicach
- 2015 - 70. rocznica przyłączenia Gliwic do Polski
- 2015 - 110 lat Muzeum w Gliwicach

##### Stemple okolicznościowe
- 2013 - "10 lat Muzeum Miejskiego w Pyskowicach 2003 - 2013"
- 2014 - Wystawa "Jan Paweł II na znaczkach Poczty Podziemnej"
- 2014 - Kanonizacja Papieża Jana Pawła II
- 2014 - Śladami Jana Pawła II po Ziemi Gliwickiej w Dniu Kanonizacji
- 2014 - Poczta Samochodowa Gliwice-Kremnica-Gliwice
- 2014 - 15. rocznica wizyty Św. Jana Pawła II w Gliwicach
- 2015 – Wystawa „Jan Paweł II Droga do Świętości”

#### Walory numizmatyczne

##### Żetony
- 2013 - Stary kościół pw. św. Bartłomieja w Gliwicach
- 2013 - Drewniany kościół pw. Wniebowzięcia NMP w Gliwicach
- 2013 - "Haus Oberschlesien" 85. rocznica otwarcia
- 2013 - Kościół pw. Chrystusa Króla na Zatorzu w Gliwicach
- 2013 - 75. rocznica zburzenia Synagogi Gliwickiej
- 2014 - Łabędzki kościół pw. Wniebowzięcia NMP
- 2014 - Wystawa „Jan Paweł II na znaczkach Poczty Podziemnej”
- 2014 - 75. rocznica Prowokacji Gliwickiej

##### Bony miejskie
- 2014 - 100 Marek Gliwickich[22]

#### Medale
- 2012 - www.vladekg.pl
- 2013 - Siemowit I z rodu Piastów
- 2013 – 150. rocznica śmierci Theodora Kalide
- 2014 – 15. rocznica wizyty papieskiej w Gliwicach. Kanonizacja papieża Jana Pawła II

#### Inne zrealizowane projekty
- 2013 - Medal "10 lat Muzeum Miejskiego w Pyskowicach 2003 - 2013"
- 2013 - Datownik okolicznościowy "10 lat Muzeum Miejskiego w Pyskowicach 2003 - 2013"
- 2013 - Bon miejski "10 lat Muzeum Miejskiego w Pyskowicach 2003 - 2013"[23][24]